# Merguez

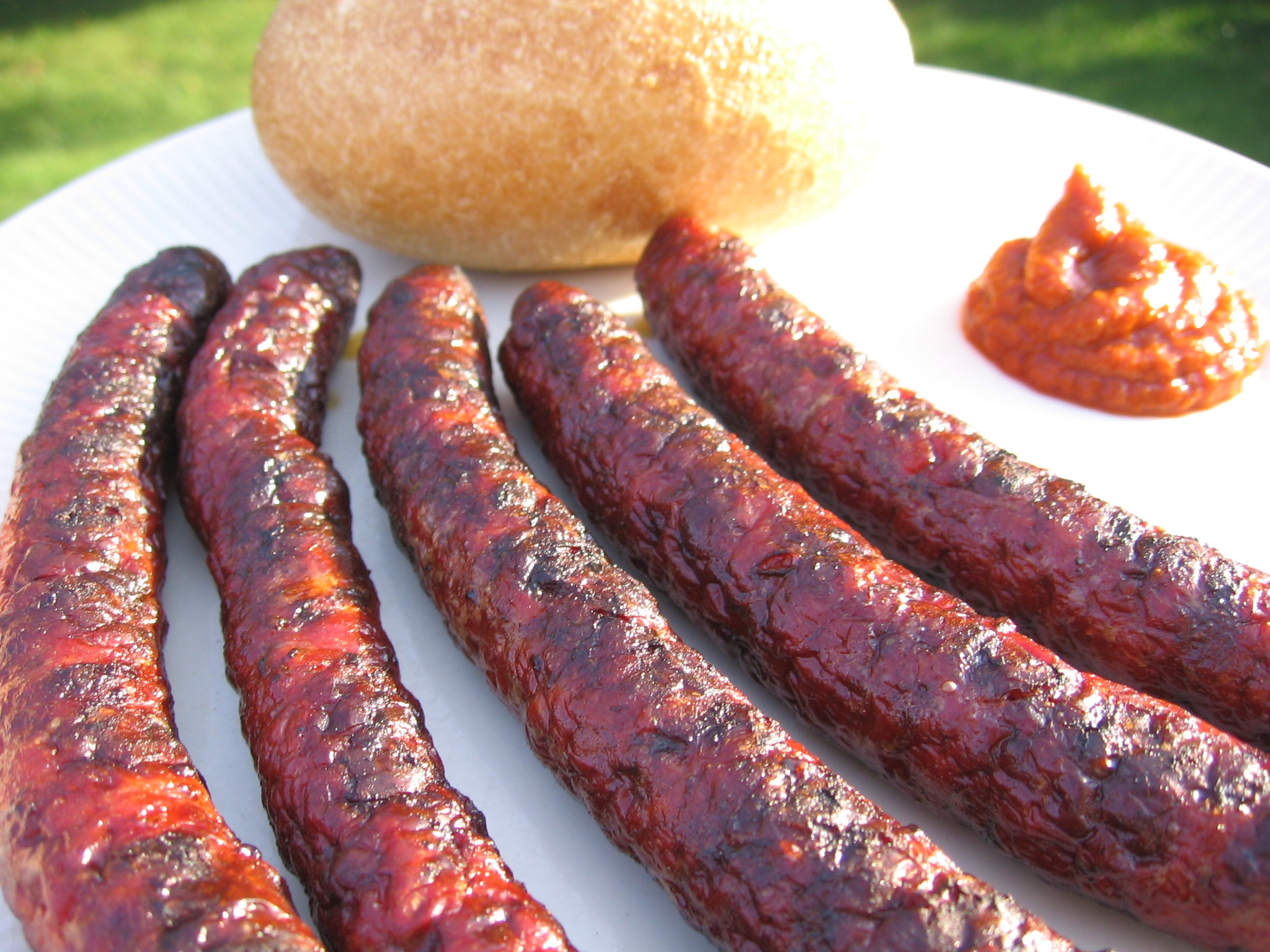
Merguez grillées, boule de pain et harissa.

La merguez est une petite saucisse rouge épicée originaire du Maghreb, d'environ deux centimètres de diamètre et d'une quinzaine de centimètres de longueur, à base d'un hachis de viande (de bœuf et/ou de mouton,) et de condiments introduits dans de l'intestin grêle de mouton, et qui se consomme grillée ou frite.

## Origines de la merguez
Bien qu'inventée au Maghreb, l'origine de la merguez n'est pas bien définie. On retrouve des traces dans la cuisine médiévale arabo-musulmane et en Espagne, la Tunisie revendique également sa création. Une autre possibilité serait que la merguez ait été mise au point par des bouchers alsaciens. Ces colons installés à Constantine, pour retrouver des knacks alsaciennes, auraient remplacé le porc par de l'agneau et du boeuf,,.

## Étymologie
Il existe plusieurs étymologies en arabe pour désigner les merguez (مِركس mirkas, pl. مراكس marākis ; مِركاس mirkās, مَركس markas et مِرقاز mirqāz). L'hésitation entre k et q reflète probablement la prononciation /ɡ/, pour laquelle il n'y a pas d'orthographe standard en arabe ; ce qui complique davantage les choses, c'est que dans certains dialectes maghrébins, la lettre arabe qāf est parfois prononcée /ɡ/, comme un allophone de /q/
Attesté pour la première fois au XIIe siècle, sous la forme de mirkās ou merkās, le mot mirqâs désigne une saucisse dans la cuisine médiévale arabo-musulmane, la forme merkās est présente dans l'arabe d'Espagne au XIIIe siècle, la racine du mot en arabe sera à l'origine des noms en espagnol de plusieurs aliments comme morcilla « boudin » et morcon « gros boudin »,.

## Histoire
Dans leur livre, The Cook's Encyclopedia: Ingredients and Processes, Tom Stobart et Millie Owen indiquent que le pays d'origine de la merguez est l'Algérie, tout comme l'encyclopédie Recipe Encyclopedia.
La merguez est introduite en France par les pieds-noirs dans les années 1950.
À l'origine, cette saucisse aurait peut-être été inventée par des colons alsaciens[réf. à confirmer] installés au nord de Constantine dans les années 1870 pour remplacer les knacks de porc, introuvables sur les terres nord-africaines.
En 2024, la Cour de justice de l’Union européenne rend un avis indiquant qu'un État membre de l’Union européenne ne peut pas interdire les dénominations animales pour les produits végétaux, après que le Conseil d'État français ait suspendu un décret visant à interdire l'utilisation de noms couramment associés à la boucherie pour désigner les produits à base de protéines végétales. Le terme « merguez » peut donc être utilisé pour désigner des produits à base de protéines végétales.

## Fabrication

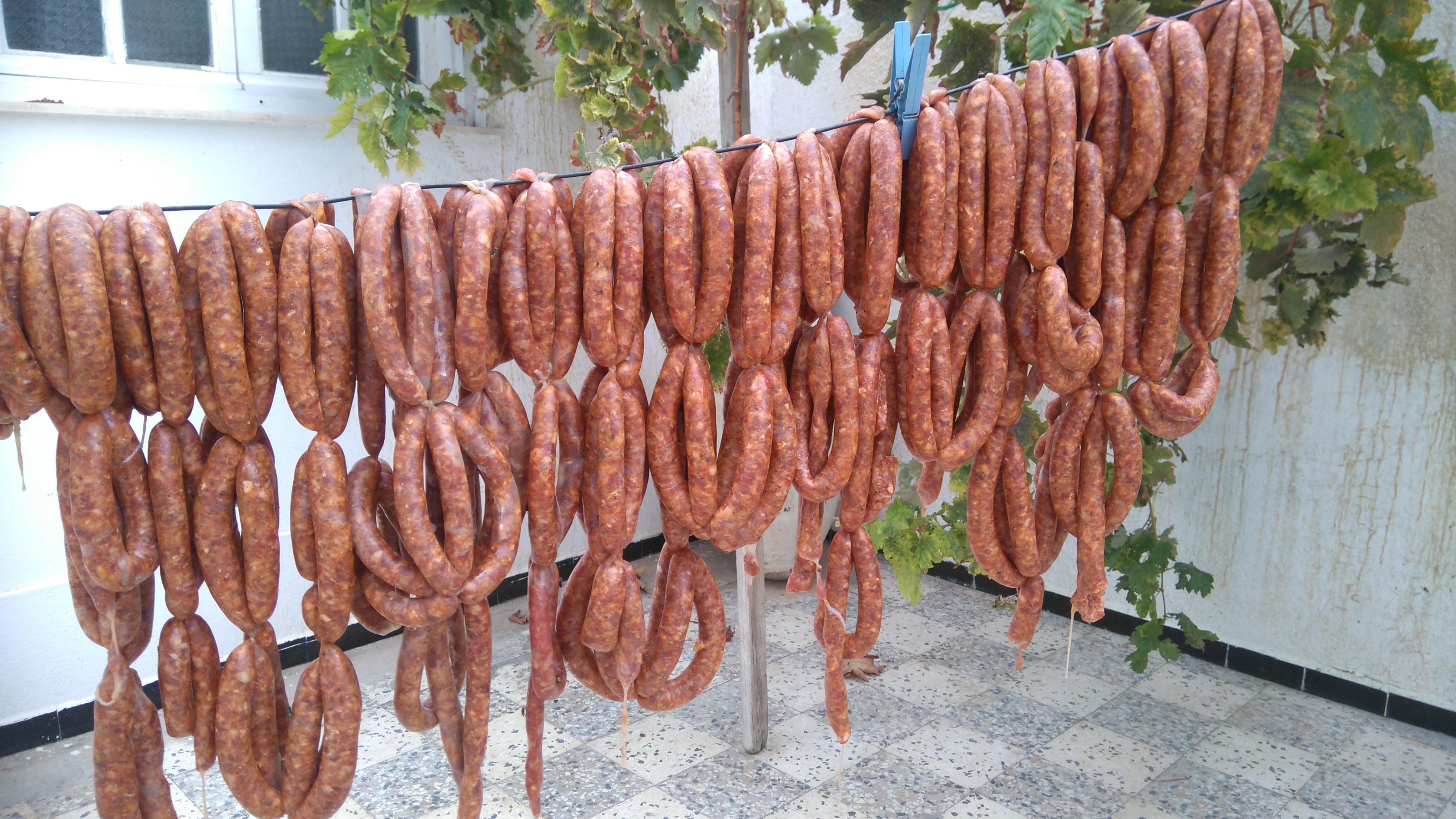
Préparation de merguez (Tunisie).

En tant que produit typique du Maghreb, les ingrédients principaux des merguez sont exclusivement :
- la viande de mouton ou de bœuf ;
- l'intestin de mouton ;
- ainsi que des épices[17] (piment doux ou fort, cumin, paprika, carvi, coriandre, ail, menthe, fenouil, etc.).

Il arrive de retrouver des restes de plumes, de plomb ou de chlore dans la confection des merguez, dont la filière peut être difficile à contrôler.

## Utilisation
Elle est populaire depuis les années 1950 en France, où elle est notamment cuisinée au barbecue ou à la poêle.

## Argot
Dans le jargon policier, le mot « merguez » désigne une voiture utilisée par des malfaiteurs qui a été modifiée (numéro du moteur effacé, pièces venant d'autres voitures) pour la rendre difficilement identifiable.
Il désigne aussi dans le langage populaire une voiture qui a été accidentée puis réparée de telle manière que la réparation soit masquée, ce qui permet d'éviter une chute de sa valeur.